# Ilha Ocidental
Ilha Ocidental (em inglês: West Island) é a capital das Ilhas Cocos. A população, em 2011, é de 133 habitantes.
É, juntamente com a Ilha Home, a única povoação habitada das Ilhas Cocos.